# Gunnar Kassman (författare)
För bankiren med samma namn, se Gunnar Kassman.
Gunnar Kassman, född 28 augusti 1907 i Chicago i USA, död 22 december 1980 i Hults församling i Jönköpings län, var en svensk författare, översättare och ingenjör.
Kassman var son till grosshandlaren Bruno Kassman och Gunhild Larsson samt bror till Stig Kassman och brorson till bankiren Gunnar Kassman. Han hade flera akademiska examina, han var filosofie licentiat, civilekonom och ingenjör. Han skildrade anstaltsliv i två böcker på 1930-talet. Boken Strafflös (1937) skapade debatt och väckte starka reaktioner, bland annat på tidningars ledarsidor och av Albert Engström, med sin berättelse från Långholmens fängelse i Stockholm, Straffängelset i Jönköping och Sankt Sigfrids sjukhus i Växjö. Därefter följde Jag är alkoholist (1939). Hans saga Lille Björns Äventyr i Afrika sändes i radion 1941. Han översatte också flera böcker.
Gunnar Kassman var 1937–1944 gift med Mait Magnusson (1911–2003), omgift Malmborg. De fick två söner: Jan Kassman (1935–2005) och författaren Charles Kassman (1939–2000). Andra gången gifte han sig 1961 med tandsköterskan Anna Gunvor Ingegerd Kristina Westberg (1910–1994). Gunnar Kassman är begravd på Hults kyrkogård.

### Översättningar
- MacArthur, D. Wilson (1940). De seglade till Senegal: historisk roman. Stockholm: Natur och kultur. Libris 1378331
- Furnas, J. C. (1940). Jaså, ni tänker sluta röka!. Stockholm: Natur och kultur. Libris 1370152
- Durfee, Charles H. (1940). Att dricka eller icke dricka: hur man övervinner alkoholbegäret. Stockholm: Natur o. kultur. Libris 1363110
- Kohl, Louis von (1941). När bojorna sprängas. Stockholm: Europa edition. Libris 1417745